# Стальной демон
«Стальной демон» (англ. The Devil in Iron) — один из рассказов американского писателя Роберта Говарда о персонаже-варваре Конане из Киммерии. Рассказ был впервые опубликован в августе 1934 года в журнале Weird Tales. За публикацию рассказа Говард получил 115 фунтов.
Сюжет рассказа основан на битве Конана и воскресшего мифического демона. Ввиду заимствований из рассказа Iron Shadows in the Moon и огрехов сюжета, произведение некоторыми исследователями творчества Говарда рассматривается как самое слабое из ранних рассказов этого автора о Конане-варваре.

## Описание сюжета
Лодка рыбака из народа юэтши разбивается о скалы безлюдного острова Ксапур. Потерпевший крушение видит, как по острову бьёт страшный удар молнии. Любопытство гонит рыбака к руинам заброшенного города, где в разбитом склепе он видит удивительно хорошо сохранившегося покойника, на груди которого лежит нож. Рыбак берёт нож, покойник-гигант оживает и ломает грабителю шею.
Джехунгир Ага, наместник Хаваризма, вынашивает план, как убить Конана, предводителя мунган, опустошающих восточные границы империи Туран. Зная, что Конан падок на женскую красоту, он включает в состав туранской делегации, ведущей переговоры с мунганами, прекрасную пленницу Октавию. После этого рыбак юэтши рассказывает Конану, что Октавия сбежала и уплыла на скалистый остров Ксапур. Ага знает, что к острову можно причалить только в одном месте, и ждёт на соседнем острове со своими лучниками появления Конана. Однако Октавия в самом деле сбегает, пересекает вплавь пролив и поднимается в джунгли Ксапура, где попадает в плен к неизвестным.
Ранним утром Конан в одиночку высаживается на остров и в глубине его видит вместо древних развалин обширный каменный город. Варвар проникает за стены, заходит в один из домов и встречает там полусонную девушку, которая принимает его за одного из наёмников, обороняющих город Дагон против юэтши. Она вспоминает, как один из юэтши зарезал её, и погружается в сон. Конан слышит, как за дверью к нему приближается сверхъестественная тварь, находит вход в подземелье и по туннелю выходит к центральному дворцу. В одной из комнат он слышит монолог демона Хозатрала Хела, повелителя Дагона.

 «В Бездне не было жизни, за исключением той, что заключалась во мне», — вещал голос. — «Не было также ни света, ни движения, ни звука. Только побуждение позади и за пределами жизни вело и двигало меня в моём путешествии наверх: слепом, бесчувственном, непреклонном. Я поднимался от эпохи к эпохе, через неизменные слои тьмы»Оригинальный текст (англ.)«…There was no life in the Abyss, save that which was incorporated in me», it tolled. «Nor was there light, nor motion, nor any sound. Only the urge behind and beyond life guided and impelled me on my upward journey, blind, insensate, inexorable. Through ages upon ages, and the changeless strata of darkness I climbed».— Robert E. Howard : «The Devil in Iron»
Тысячи лет назад Хел выполз из Бездны. Его телесная оболочка не поддавалась никакому оружию. В своих странствованиях он нашёл примитивное племя, населяющее остров Ксапур, и стал их богом. Островитяне построили город Дагон и приносили жертвы Хелу. Вскоре на берега моря Вилайет пришло племя юэтши, но они были побеждены и порабощены на целое поколение. Их жрец выковал волшебный нож из метеорита, против которого магия Хела была бессильна. Восставшие юэтши вырезали всех жителей Дагона, жрец не стал убивать Хела, а лишь положил ему нож на грудь, намереваясь использовать угрозу его освобождения в своих целях. Прошли столетия, Дагон рассыпался в прах, потомки юэтши влачили жалкое существование. Один из них польстился на нож и освободил Хела, тот убил освободителя, восстановил город заново и воскресил жителей.
Конан вступает в схватку с Хелом и едва остаётся в живых. Он встречает Октавию и добывает волшебный нож, убив охраняющую его чудовищную змею. Хел выбегает из города, чтобы растерзать подошедших лучников Аги. Вооружённый волшебным ножом, Конан убивает Хела, город Дагон снова превращается в руины. Конан убивает в поединке Агу и обещает Октавии, что сожжёт Хаваризм, чтобы осветить ей дорогу в его палатку.

## Адаптации
По мотивам рассказа Роем Томасом, Джоном Бускемой и Альфредо Аскалой был выпущен 15-й выпуск журнала комиксов Savage Sword of Conan.